# Culur

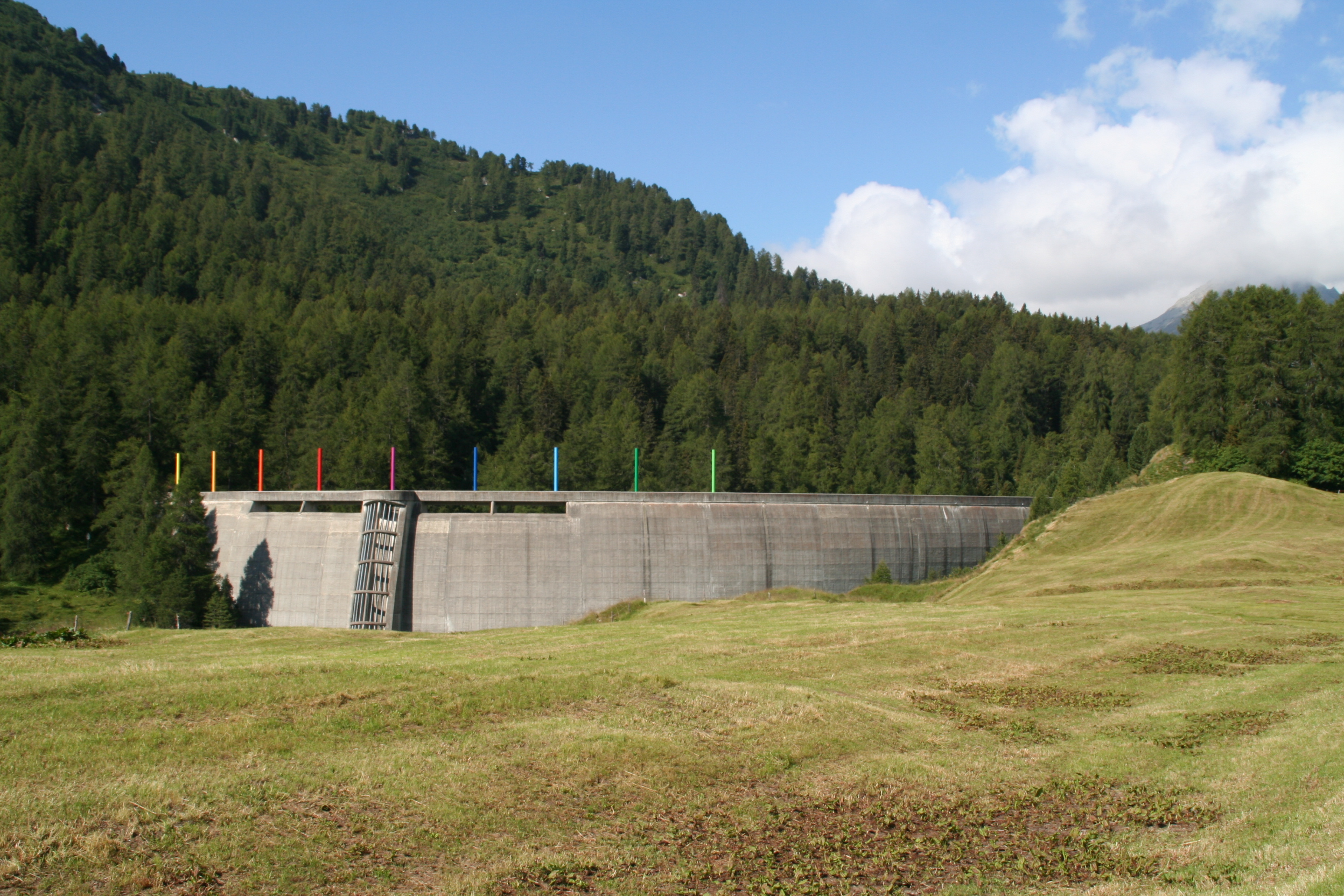
Die Säulen auf der Staumauer

Culur (rätoromanisch «Farbe») ist eine Installation des Künstlers Gottfried Honegger. Sie besteht aus neun in Regenbogenfarben bemalten Säulen auf der Staumauer des Rückhaltebeckens Orden und einer Säule beim Hof Salecina bei Maloja im Oberengadin im Kanton Graubünden.

## Vorgeschichte
Von 1659 bis 1956 wurde das Bergell von 21 Hochwasserkatastrophen heimgesucht, bei denen zahlreiche Brücken und Häuser zerstört wurden. Von 1969 bis 1971 wurde deshalb in Maloja-Orden neben der Villa Baldini die grösste Hochwasser-Rückhaltemauer der Schweiz gebaut, um die Fluten des Orlegnabaches aus dem Fornotal aufhalten zu können. Die Staumauer, projektiert vom Ingenieurbüro Maggia aus Locarno, ist an ihrer höchsten Stelle 42 Metern hoch und hat eine Kronenlänge von 171 Metern. Bis zu 1,7 Millionen Kubikmeter Wasser können zurückbehalten werden. 50 Kubikmeter Wasser pro Sekunde fliessen unter der Mauer durch; wird die Abflussmenge grösser, wird gestaut.
Den Grossteil der Baukosten von vier Millionen Franken zahlte der Bund. Besitzerin der Mauer ist der Kanton Graubünden, die Wartung besorgt das Elektrizitätswerk der Stadt Zürich.
1972 wurde die Rückhaltemauer eingeweiht, gleichzeitig nahm das Bildungs- und Ferienzentrum Salecina am gegenüberliegenden südlichen Ende des Beckens seinen Betrieb auf. Seine erste grosse Belastungsprobe erlebte das Rückhaltebecken im Juli 1987, als sich der See hinter der Staumauer innerhalb weniger Stunden fast bis zur Höchstmarke füllte.

## Projekt Culur

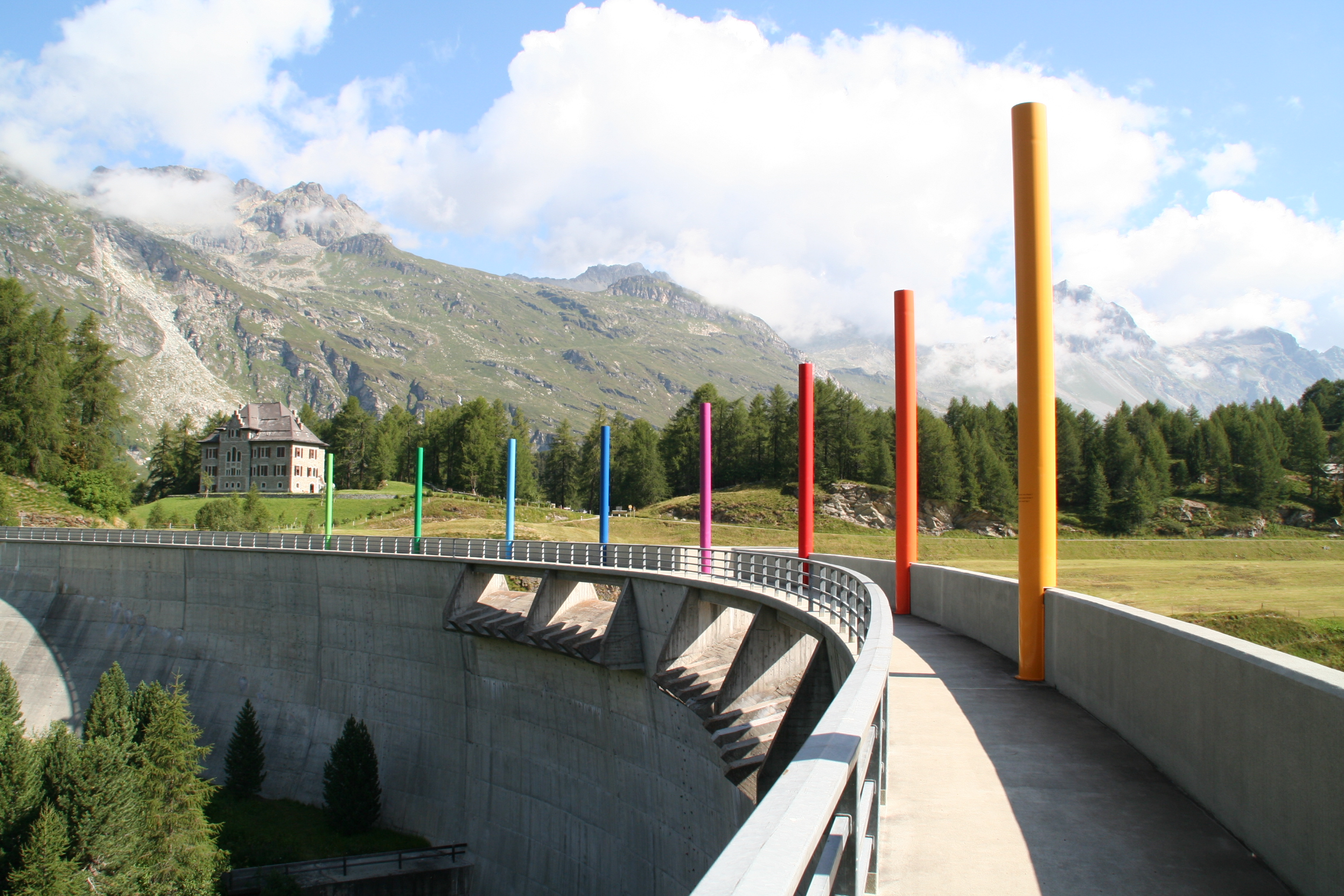
Mauerkrone von Süden

Im Zusammenhang mit dem bevorstehenden 25-jährigen Salecina-Jubiläum entstand  1995 die Idee, die gleichaltrige Staumauer künstlerisch zu gestalten. 1996 reichten die Künstler Gottfried Honegger und Hannes und Petruschka Vogel Entwürfe ein.
Nach intensiven Diskussionen mit Personen und Gruppen wurde dem Projekt von Gottfried Honegger der Vorzug gegeben. Es sah auf der begehbaren Mauerkrone neun Säulen in den Farben des Regenbogens als Friedenssymbol und als Ausdruck des Optimismus vor. Auf jeder Säule sollte eine Frage in Italienisch, Rätoromanisch und Deutsch angebracht werden. Bei Salecina, gegenüber der Mauer in 600 Metern Entfernung, sollten wie an einem Brennpunkt alle Farben der Säulen auf der Mauer in Form einer einzigen Säule wieder aufgenommen werden.
Die Säulen aus bemaltem Eisen sind zirka 6 Meter hoch und haben einen Durchmesser von rund 40 Zentimetern. Die Säule bei Salecina besteht aus vorfabrizierten aufeinander geschichteten Betonrohren. Am 25. Juli 1997 wurden die Säulen installiert, die Einweihungsfeier fand in Salecina am 9. August statt. Gottfried Honegger übergab seine Installation offiziell an die «Società culturale di Bregaglia».
«Culur» wurde aus eigener Kraft finanziert, hauptsächlich mit dem Verkauf einer dreiteiligen Grafik von Gottfried Honegger.

## Die Fragen
Die Frage auf der ersten Säule wurde von Gottfried Honegger selber formuliert, die anderen stammen von Gästen des Zentrums Salecina.
- 1.: Hat Kunst eine soziale Aufgabe?
- 2.: Müssen Menschen Spuren hinterlassen?
- 3.: Was gehört den Menschen? Was nur sich selbst?
- 4.: Wo ist eine Grenze?
- 5.: Verändert uns die Zeit oder verändern uns Augenblicke?
- 6.: Haben wir heute zu viel oder zu wenig?
- 7.: Was war, was wir wissen wollten, bevor wir uns zerstritten?
- 8.: Wie viele Muttersprachen sprechen unsere Kinder?
- 9.: Wo beginnt der Rand der Gesellschaft?

In einem Brief an Salecina vom 24. Juni 2014 verfügte Honegger,  dass die von der Witterung verblichenen Fragen nicht erneuert werden sollen."Die Texte haben für mich etwas Moralisches und das ist für mich etwas Fremdes.", war die Begründung Honeggers.

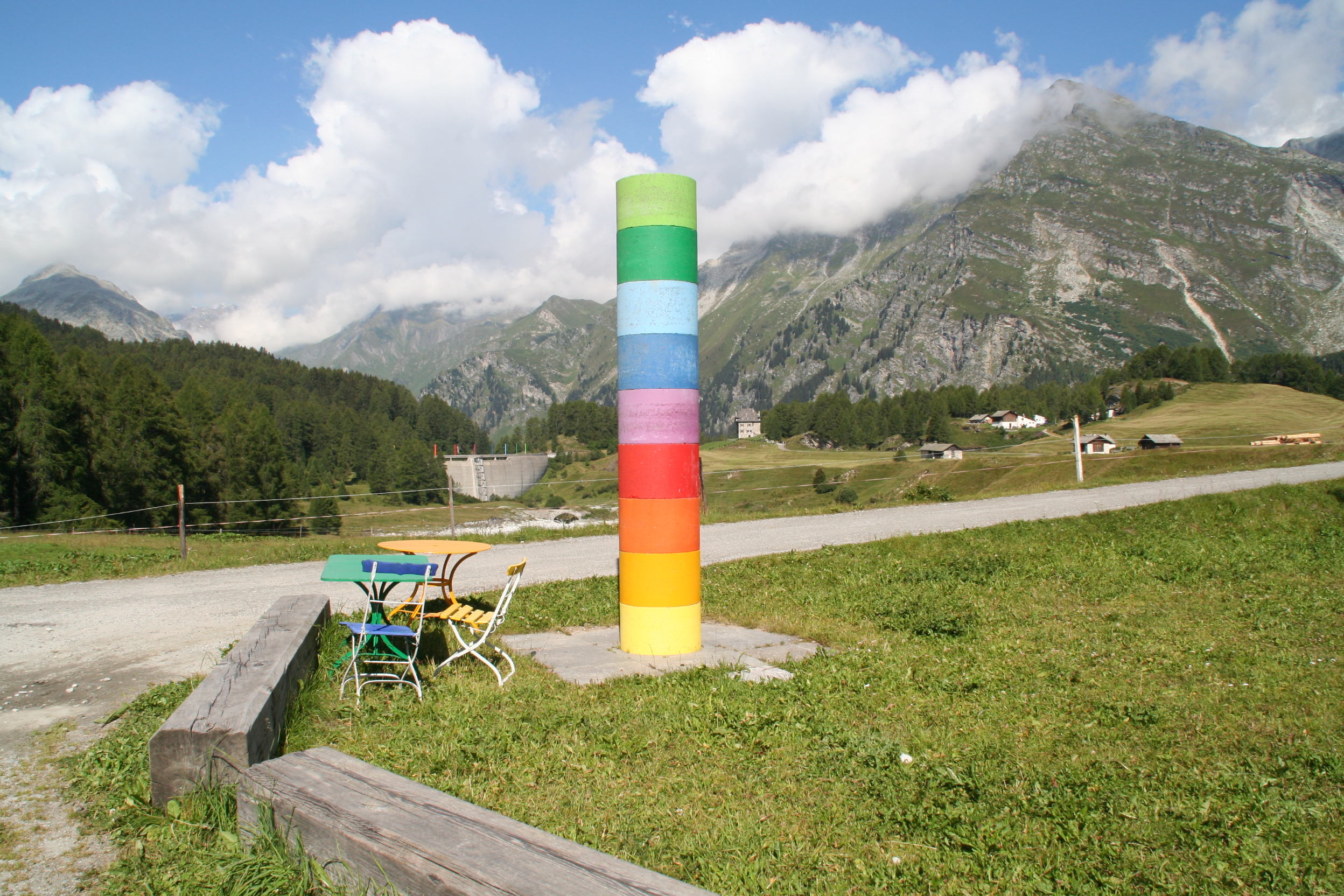
Die Säule bei Salecina, im Hintergrund die Staumauer
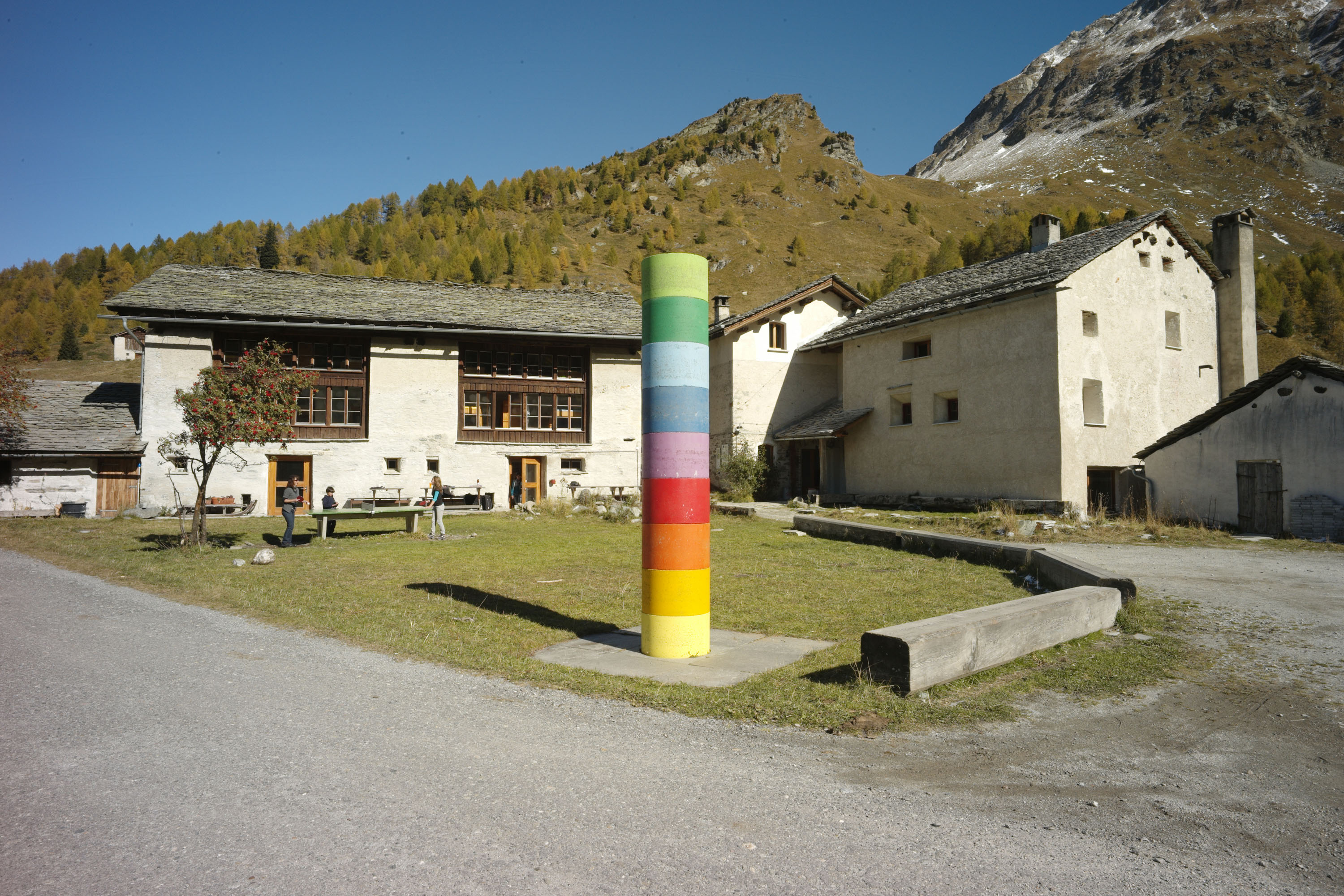
Die Häusergruppe von Salecina
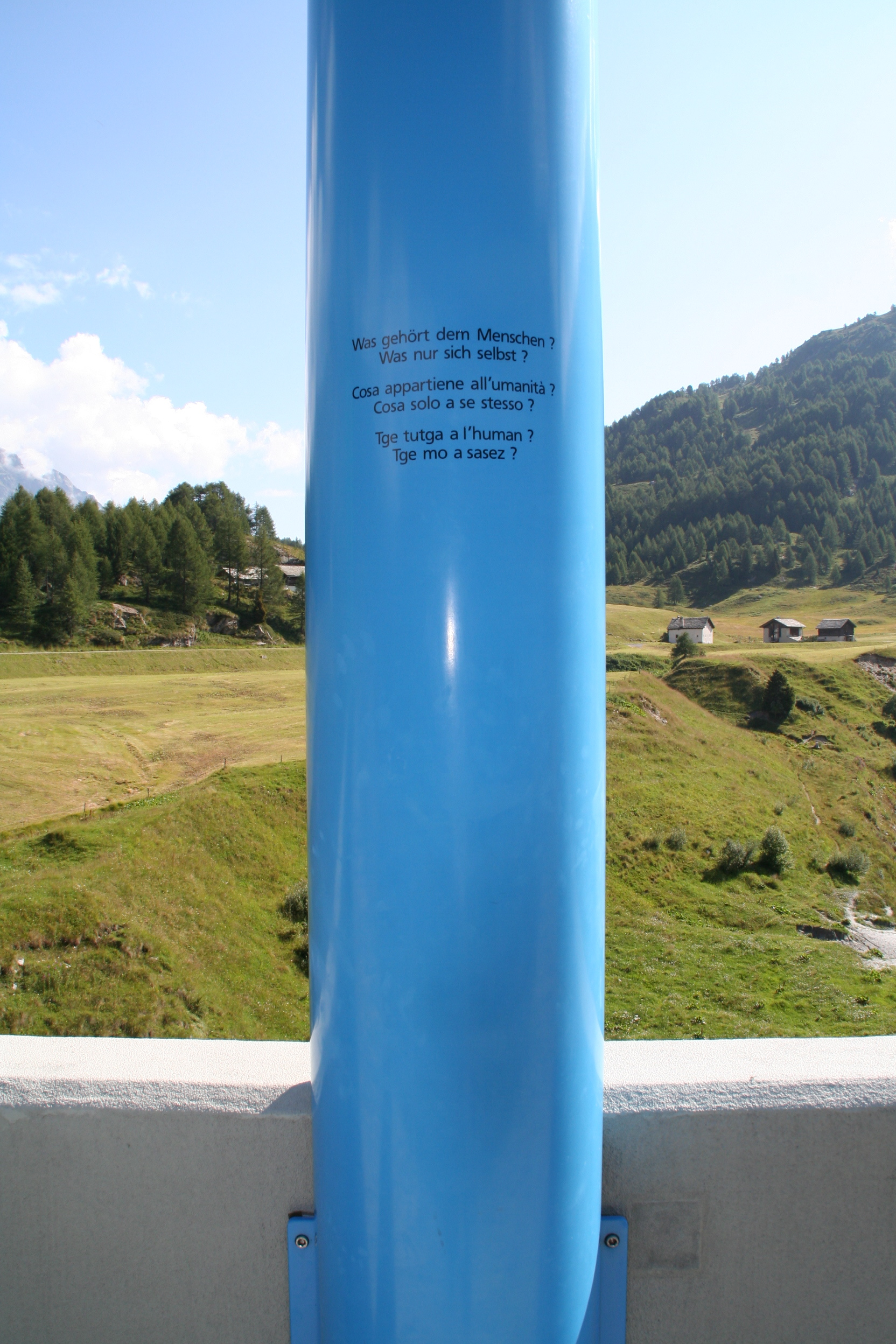
Die dritte Säule
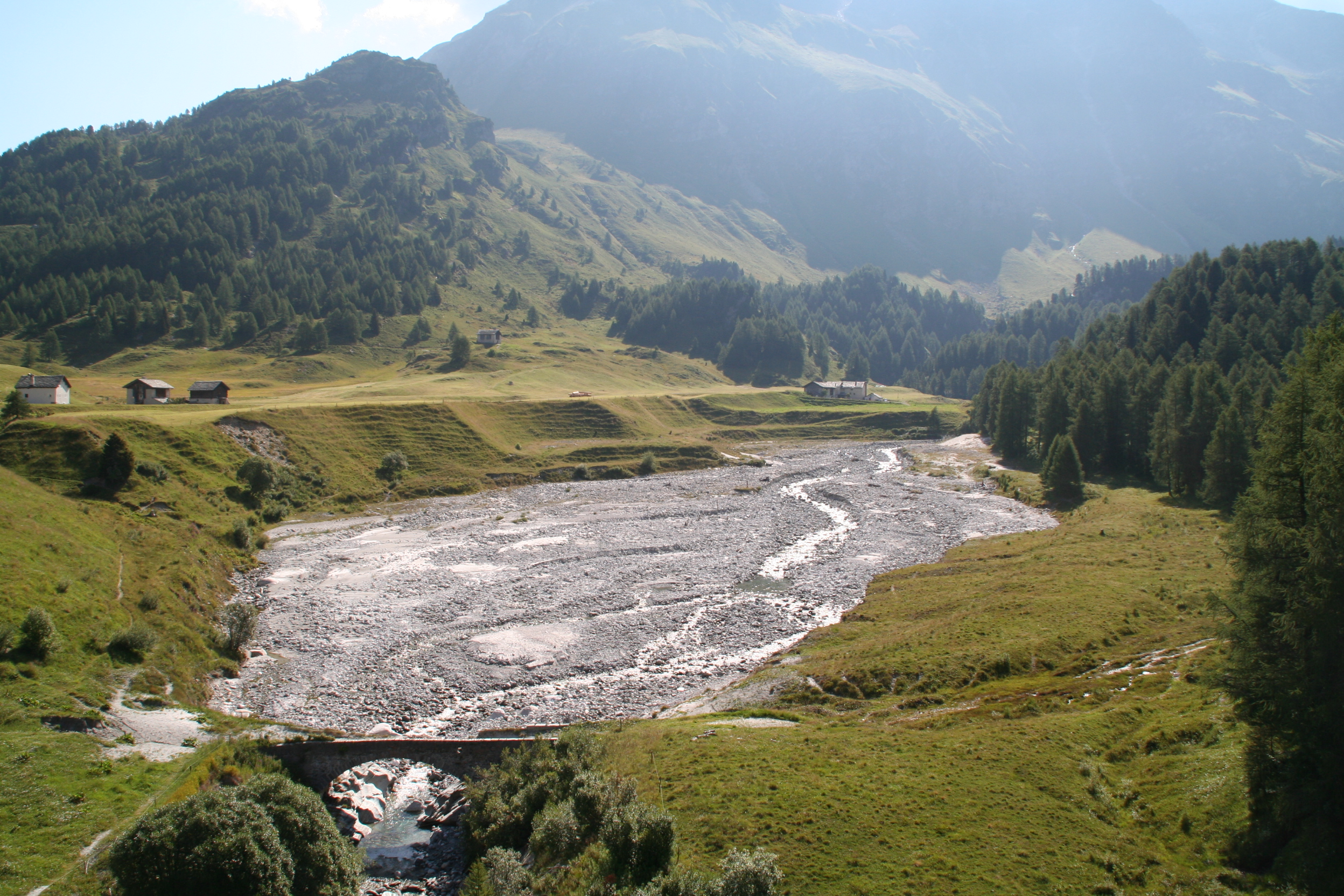
Rückhaltebecken, rechts hinten Salecina